# Stefan Schwarz
Hans-Jürgen Stefan Schwarz (Malmö, 18 d'abril de 1969) és un exfutbolista suec, que ocupava la posició de defensa i migcampista defensiu.

## Trajectòria
Comença a destacar al Malmö, al qual arriba provinent del modest Kulladals FF. Posteriorment hi milita al Leverkusen alemany i al SL Benfica portugués.
La temporada 94/95 recala a l'Arsenal FC. També milita a la Fiorentina, al València CF i de nou a Anglaterra, al Sunderland, on es retira el 2003.

## Selecció
Schwarz va ser internacional amb Suècia en 69 ocasions, en les quals marcaria sis gols. Va participar en els Mundials de 1990 i 1994 (en el qual els escandinaus van ser els tercers) i a l'Eurocopa de 1992.

## Palmarès
- 2 Allsvenskan 1987 i 1988
- 1 Svenska Cupen:1989
- 3 Lliga portuguesa de futbol: 1990/1991, 1991/1992 i 1993/1994
- Copa d'Itàlia 1995/96
- Supercoppa Italiana 1996/97
- Guldbollen (millor jugador suec): 1999